# Smyrna karwinskii
Smyrna karwinskii är en fjärilsart som beskrevs av Jacob Hübner 1816-1841. Smyrna karwinskii ingår i släktet Smyrna och familjen praktfjärilar. Inga underarter finns listade i Catalogue of Life.